# Alpler Horn
Alpler Horn är en bergstopp i Schweiz, i kantonen Uri, i den centrala delen av landet. Toppen på Alpler Horn ligger 2 380 meter över havet.
Terrängen runt toppen är huvudsakligen bergig, men den allra närmaste omgivningen är kuperad. Den högsta punkten i närheten är Höch Windgällen, 2 764 meter över havet, 2,8 km söder om Alpler Horn.
Trakten runt Alpler Horn består i huvudsak av gräsmarker.